# Beverly Hills, 90210
Beverly Hills, 90210 (conocida como Sensación de vivir en España, Beverly Hills, sueños de juventud en Venezuela, Clase de Beverly Hills en Colombia y Escuela estilo Beverly Hills en Chile) es una serie con formato de telenovela juvenil emitida desde el 4 de octubre de 1990 al 17 de mayo de 2000 en el horario de mayor audiencia de la cadena FOX de los Estados Unidos y posteriormente en varias cadenas alrededor del mundo. La serie trataba sobre la vida de un grupo de jóvenes que vivían en la lujosa y acomodada comunidad de Beverly Hills, California y asistían a la escuela ficticia de secundaria West Beverly Hills High School y luego a la también ficticia California University. El show fue creado por Darren Star y producido por Aaron Spelling.
En un principio los protagonistas principales eran los hermanos mellizos Walsh, Brandon (interpretado por Jason Priestley) y Brenda (interpretada por Shannen Doherty), que se mudaron con sus padres, Jim y Cindy, de Wayzata, Minnesota, un suburbio de Minneapolis, a Beverly Hills. De todos modos, al pasar el tiempo, esta se enfocó en otros aspectos de la actualidad juvenil californiana tales como violaciones durante citas amorosas, el alcoholismo, el abuso de drogas, el suicidio juvenil y el embarazo precoz, dejando de lado el formato inicial.
La serie ganó popularidad durante el verano de 1991, cuando FOX transmitió un especial llamado “temporada de verano”, mientras la mayoría de las series se encontraban en el acostumbrado descanso veraniego. Al comenzar el otoño en los Estados Unidos, la serie se había convertido en una de las más populares de la cadena FOX. Los seguidores de la serie se incrementaron drásticamente y los miembros del elenco, particularmente Jason Priestley y Luke Perry, se convirtieron en ídolos juveniles, mientras que las actrices Shannen Doherty, Jennie Garth y Tori Spelling se volvieron nombres muy conocidos en la televisión estadounidense.

## Reparto

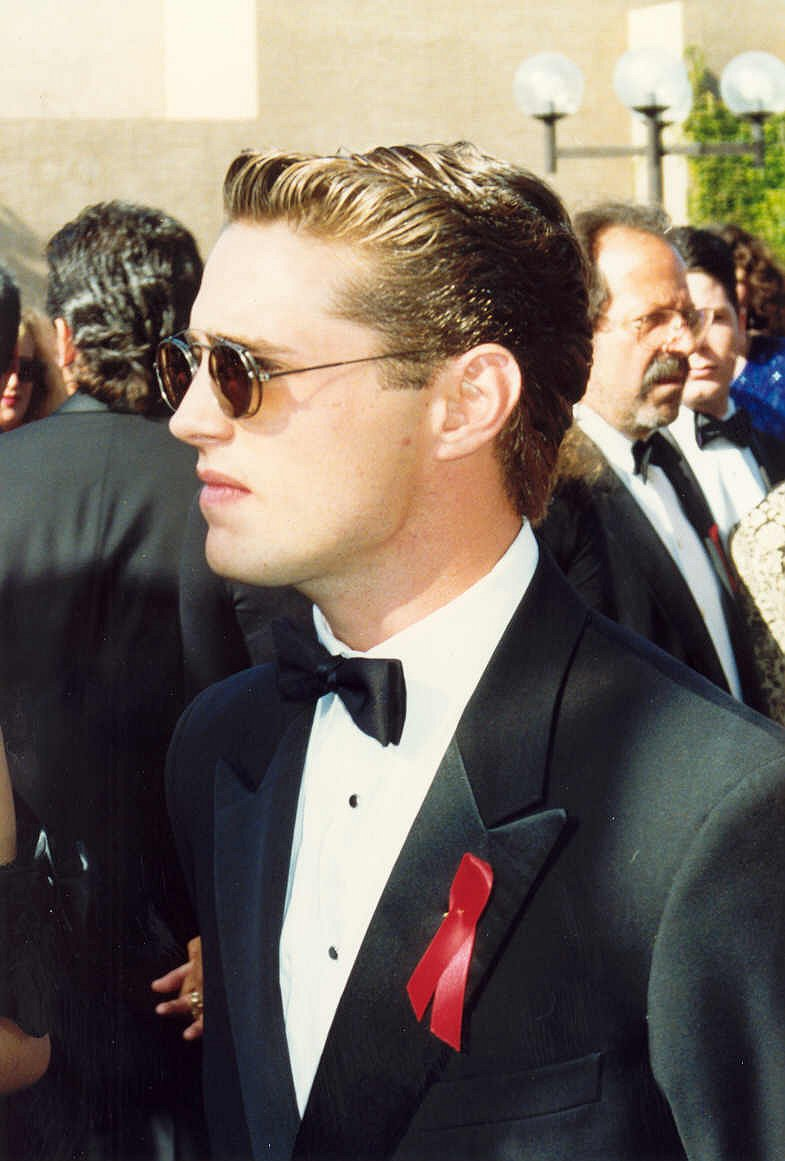
Jason Priestley, actor que interpretaba a Brandon en la serie.

| Actor                  | Personaje        | Temporadas | Año                  |
| ---------------------- | ---------------- | ---------- | -------------------- |
| Jason Priestley        | Brandon Walsh    | 1 – 9      | 1990–1998            |
| Shannen Doherty        | Brenda Walsh     | 1 – 4      | 1990–1994            |
| Jennie Garth           | Kelly Taylor     | 1–10       | 1990–2000            |
| Ian Ziering            | Steve Sanders    | 1–10       | 1990–2000            |
| Gabrielle Carteris     | Andrea Zuckerman | 1–5        | 1990–1995            |
| Luke Perry             | Dylan McKay      | 1–6; 9–10  | 1990–1995; 1998–2000 |
| Brian Austin Green     | David Silver     | 1–10       | 1990–2000            |
| Douglas Emerson        | Scott Scanlon    | 1-2        | 1990–1991            |
| Tori Spelling          | Donna Martin     | 1–10       | 1990–2000            |
| Carol Potter           | Cindy Walsh      | 1–5        | 1990–1995            |
| James Eckhouse         | Jim Walsh        | 1–5        | 1990–1995            |
| Joe E. Tata            | Nat Bussichio    | 1-10       | 1990–2000            |
| Mark Damon Espinoza    | Jesse Vasquez    | 4-5        | 1994–1995            |
| Kathleen Robertson     | Clare Arnold     | 4-7        | 1994–1997            |
| Tiffani-Amber Thiessen | Valerie Malone   | 5–9        | 1994–1998            |
| Jamie Walters          | Ray Pruit        | 5-6        | 1994–1996            |
| Hilary Swank           | Carly Reynolds   | 8          | 1997–1998            |
| Vincent Young          | Noah Hunter      | 8–10       | 1997–2000            |
| Lindsay Price          | Janet Sosna      | 8–10       | 1997–2000            |
| Daniel Cosgrove        | Matt Durning     | 9–10       | 1998–2000            |
| Vanessa Marcil         | Gina Kincaid     | 9–10       | 1998–2000            |
| Richard F. Whiten      | Mánager          | ¿?         | ¿?                   |

## Series derivadas

### Melrose Place
La serie "Melrose Place" fue un spin-off de la serie. El actor Grant Show (que interpretó a Jake en "Melrose Place") apareció por varios episodios al final de la segunda temporada de la serie, interpretando a ese mismo personaje, el cual se nos presenta como un antiguo amigo de Dylan que tiene un breve idilio con Kelly. Jennie Garth, Tori Spelling, Brian Austin Green y Ian Ziering han hecho apariciones con los mismos personajes que tuvieron en Beverly Hills, 90210 en los primeros episodios de Melrose Place.

### 90210
El 3 de septiembre de 2008 se estrena el tercer spin-off de esta serie. Se estrenó en el canal CW bajo el título de 90210 conservando sólo el código postal del popular barrio californiano. Contó con dos de las protagonistas de la serie original, Jennie Garth y Shannen Doherty y más adelante en dos episodios participó Tori Spelling. El 28 de febrero de 2013 tras su quinta temporada el canal canceló la serie debido a los bajos niveles de audiencia. Telemundo adquirió los derechos de dicha serie e hicieron una telenovela llamada Niños ricos pobres padres con actores la mayoría colombianos.

### Melrose Place(2009)
La siguiente serie se estrenaría el 21 de mayo del 2009 por la cadena CW. La serie es una versión actualizada de Melrose Place, con un grupo de adultos jóvenes que viven en un complejo de apartamentos en West Hollywood. Los productores de Smallville Todd Slavkin y Darren Swimmer escribieron el guion del piloto y se convirtieron en los productores ejecutivos de la serie. La serie fue cancelada el 20 de mayo de 2010.

### BH90210
La última adaptación de la serie se estrenaría el 7 de agosto de 2019 en FOX. Es un reinicio del show original de los años 90. Está protagonizada por el elenco original, Shannen Doherty, Jason Priestley, Jennie Garth, Ian Ziering, Tori Spelling, Brian Austin Green y Gabrielle Carteris, quienes vuelven a la serie interpretándose a sí mismos en una versión más elevada de la realidad inspirada en sus vidas y relaciones personales.

## Emisión en otros países
México: Central 4, Canal 5, Galavision y Televisa Regional
 Latinoamérica: Sony Spin (2011-2014)
 El Salvador: Canal 2, Canal 4, Canal 6 y VTV Canal 35
 Guatemala: Canal 3 y Teleonce.
 Honduras: Telesistema 3 y 7
 Nicaragua: Nicavisión
 Costa Rica: Teletica
 Panamá: RPC
 Argentina: Canal 13 (1992-1994)
 Chile: TVN (como Escuela al Estilo Beverly Hills), Mega
 Perú: ATV
 Ecuador: Teleamazonas, SíTV y RTS
 Colombia: Inicialmente esta serie se transmitió por Colombiana de Televisión los sábados a las 2:00 PM por el Canal A en 1992, luego lo transmitió Producciones PUNCH  los domingos a las 2:30 PM también por el Canal A entre 1993 y 1996 , Citytv (2019-2020) lunes a viernes 3:30 PM. Luego se trasladó a los sábados de 3:00 a 4:30 PM, domingos de 2:30 a 4:00 PM y festivos de 5:00 a 6:30 PM  
 Venezuela: Venezolana de Televisión (1990-1992), RCTV (1993-1998), Televen (2000-2008), Canal I (2009-presente)
 Bolivia: Bolivisión
 Paraguay: SNT
 Uruguay: Teledoce Televisora Color
 España: Telecinco, FDF, Televisió de Catalunya
 República Dominicana: Tele Antillas

## Recepción

### Audiencia en Estados Unidos
Después de las bajas calificaciones en la primera temporada, las clasificaciones promedio de los episodios por temporada aumentaron, manteniéndose constantemente por encima del 11% desde la segunda temporada hasta la quinta temporada, a pesar de la partida de Shannen Doherty al final de la cuarta temporada. Desde la sexta temporada hasta el final de la serie, la calificación promedio disminuyó gradualmente, y el golpe final fue la partida de la novena temporada de Jason Priestley y Tiffani Thiessen (ambos se calificaron con 8.1%). Desde entonces, ningún episodio alcanzó nuevamente el 8% de audiencia hasta el final de la serie, a pesar del regreso de Luke Perry, con calificaciones promedio cayeron a 6.9% en la temporada nueve y 5.9% en la última temporada. Durante toda la serie, los episodios con las calificaciones más altas alcanzaron el 14.1%, e incluyeron los episodios finales de las temporadas dos y tres, y el episodio inicial de la quinta temporada.
| Temporada | Horario                                                               | Primera emisión          | Última emisión     | Temporada televisiva | Posición | Audiencia (en millones) | Índice de audiencia (%) |
| --------- | --------------------------------------------------------------------- | ------------------------ | ------------------ | -------------------- | -------- | ----------------------- | ----------------------- |
| 1         | Jueves a las 9:00 p. m. (4 de octubre de 1990 – 20 de agosto de 1992) | 4 de octubre de 1990     | 9 de mayo de 1991  | 1990–91              | #88      | 14.2                    | 6.4                     |
| 2         | Jueves a las 9:00 p. m. (4 de octubre de 1990 – 20 de agosto de 1992) | 11 de julio de 1991      | 7 de mayo de 1992  | 1991–92              | #48      | 17.6                    | 11.7                    |
| 3         | Wednesday 8:00 P.M. (15 de julio de 1992 – 17 de mayo de 2000)        | 15 de julio de 1992      | 19 de mayo de 1993 | 1992–93              | #42      | 18.3                    | 11.1                    |
| 4         | Wednesday 8:00 P.M. (15 de julio de 1992 – 17 de mayo de 2000)        | 8 de septiembre de 1993  | 25 de mayo de 1994 | 1993–94              | #41      | 21.7                    | 11.3                    |
| 5         | Wednesday 8:00 P.M. (15 de julio de 1992 – 17 de mayo de 2000)        | 7 de septiembre de 1994  | 24 de mayo de 1995 | 1994–95              | #46      | 14.7                    | 11.2                    |
| 6         | Wednesday 8:00 P.M. (15 de julio de 1992 – 17 de mayo de 2000)        | 13 de septiembre de 1995 | 22 de mayo de 1996 | 1995–96              | #53      | 14.5                    | 9.9                     |
| 7         | Wednesday 8:00 P.M. (15 de julio de 1992 – 17 de mayo de 2000)        | 21 de agosto de 1996     | 21 de mayo de 1997 | 1996–97              | #61      | 13.2                    | 8.3                     |
| 8         | Wednesday 8:00 P.M. (15 de julio de 1992 – 17 de mayo de 2000)        | 10 de septiembre de 1997 | 20 de mayo de 1998 | 1997–98              | #59      | 11.4                    | 8.2                     |
| 9         | Wednesday 8:00 P.M. (15 de julio de 1992 – 17 de mayo de 2000)        | 16 de septiembre de 1998 | 19 de mayo de 1999 | 1998–1999            | #75      | 9.7                     | 6.9                     |
| 10        | Wednesday 8:00 P.M. (15 de julio de 1992 – 17 de mayo de 2000)        | 8 de septiembre de 1999  | 17 de mayo de 2000 | 1999–00              | #82      | 8.33                    | 5.9                     |